# Espostoa melanostele

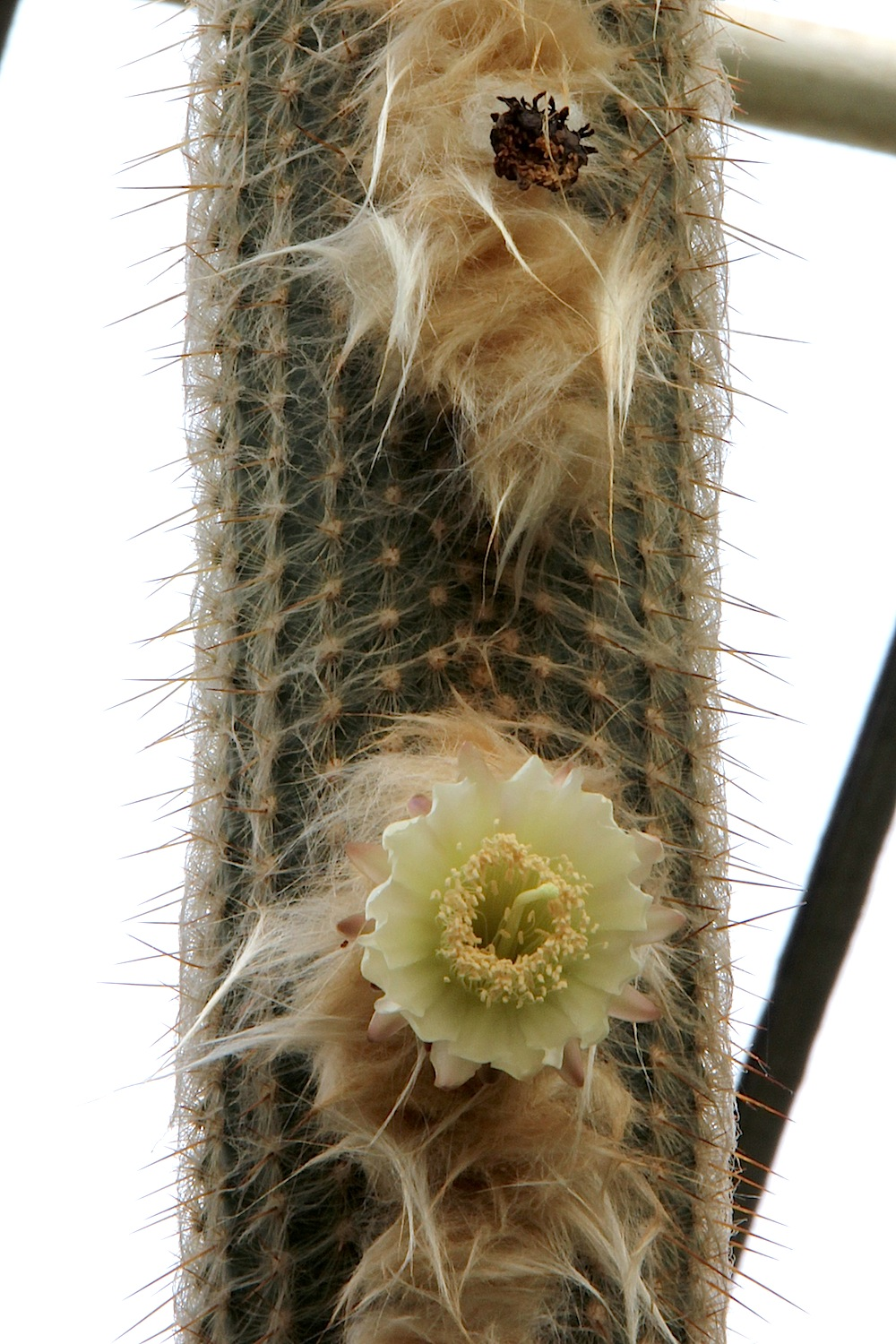
Blüten

Espostoa melanostele ist eine Pflanzenart in der Gattung Espostoa aus der Familie der Kakteengewächse (Cactaceae). Das Artepitheton melanostele leitet sich von den griechischen Worten melas für ‚schwarz‘ sowie stele für ‚Säule‘ ab.

## Beschreibung
Espostoa melanostele wächst von der Basis her verzweigend. Die Sträucher werden bis zu 2 Meter hoch. Die einzelnen Triebe werden bis zu 10 Zentimeter im Durchmesser groß. Sie haben ca. 18 bis 25 Rippen. Sehr zahlreiche und eng stehende Areolen mit dichten weißlich bis bräunlichen Haaren, die bis zu 1 Zentimeter lang werden, bedecken die ganzen Triebe. Die zunächst gelben 1 bis 3 Mitteldornen werden mit der Zeit schwarz. Sie haben eine Länge bis zu 10 Zentimeter. Die 40 bis 50 Randdornen werden hingegen nur 0,5 bis 1 Zentimeter groß. Das Cephalium ist weißlich, gelblich oder braun und etwa 50 bis 70 Zentimeter lang. Es umfasst bis zu 8 Rippen.
Die Blüten sind glockig weiß, 5 bis 6 Zentimeter lang und bis zu 5 Zentimeter im Durchmesser groß. Das Perikarpell ist mit winzigen Schuppen besetzt; die Röhre mit größeren behaarten Schuppen. Die Früchte sind grünlich weiß bis sogar rötlich. Sie sind 5 Zentimeter lang und im Durchmesser groß.

## Verbreitung, Systematik und Gefährdung
Espostoa melanostele ist vom Norden bis zum Zentrum in Peru an den westlichen Andenhängen, in einem schmalen Streifen parallel zur Küste in Höhenlagen zwischen 800 und 2500 Metern verbreitet.
Die Erstbeschreibung als Cephalocereus melanostele erfolgte 1913 durch Friedrich Karl Johann Vaupel. John Borg stellte die Art 1937 in die Gattung Espostoa. Weitere nomenklatorische Synonyme sind Binghamia melanostele (Vaupel) Britton & Rose (1920), Cereus melanostele (Vaupel) A.Berger (1929), Cereus melanostele (Vaupel) Werderm. (1931), Pseudoespostoa melanostele (Vaupel) Backeb. (1933), Haageocereus melanostele (Vaupel) W.T.Marshall (1941) und Echinopsis melanostele (Vaupel) Molinari (2015)
In der Roten Liste gefährdeter Arten der IUCN wird die Art als „Least Concern (LC)“, d. h. als nicht gefährdet geführt.

## Nachweise